# Kijev
Kijev, rjeđe Kijiv (ukrajinski: Ки́їв (Kyïv, čitaj: Kijiv)), glavni je i najveći grad Ukrajine, smješten u sjevernom središnjem dijelu zemlje. Leži na rijeci Dnjepru. Prema podacima iz 2005. godine u Kijevu stalni boravak ima prijavljeno 2.660.401 stanovnika, no u gradu svakodnevno boravi preko 300.000 privremenih doseljenika: poslovnih ljudi, radnika na privremenom radu, studenata iz drugih krajeva Ukrajine, Europe i svijeta, i turista, s toga se realna brojka u prosjeku kreće do oko 3.000.000 stanovnika.
Kijev je, kao glavni grad, administrativno zasebna jedinica, koja je ujedno i središte Kijevske oblasti. Predstavlja prestižno industrijsko, trgovačko i kulturno ukrajinsko i europsko središte sa sveučilištem, znanstvenim akademijama, brojnim znanstvenim zavodima, muzejima i kazalištima. Grad je to svjetski poznatih znamenitosti. Ima razvijenu infrastrukturu i izvrsno organiziranu mrežu gradskog prijevoza, koja uključuje i metro sustav. Kijev predstavlja važno povijesno i kulturno središte svih Istočnih Slavena.

## Povijest grada
Kijev je prema ukrajinskoj literaturi osnovao poljanin knez Kij 441. godine, zajedno sa svojom braćom Ščekom i Horivom te sestrom Libid. Također postoji određena literatura koja upućuje da su Bijeli Hrvati (Bili Horvati) iz zapadne Ukrajine imenom bili povezani s knezom Horivom kao jednim od svojih prvih plemenskih vođa. Kijev je već u 7. stoljeću predstavljao vrlo važno trgovačko središte na trgovačkom putu između Skandinavije i biznatskog te arapskog svijeta, no tek je u 9. stoljeću stekao status jednog od najrazvijenijih trgovačkih središta u Europi. Svojom lokacijom, Kijev je od početka bio preodređen kao multikulturalna sredina. Grad su često uz autohtono stanovništvo Poljane naseljavali i drugi narodi poput Grka, Balta i Varjaha. 
Do 9. stoljeća broj Varjaha je porastao do te mjere da su zajedno s autohtonim Poljanima odlučili stvoriti državu sa središtem u Kijevu koja bi se povezala s drugim važnim trgovačkim središtem Novgorodom. Ideju formiranja države potaknuli su upravo Poljani jer su u bogatom i sve naseljenijem Kijevu trebali osigurati red i sigurnost stečenih bogatstva te same trgovine. Kijev je uz početnu pomoć Varjaha od 9. do 13. stoljeća postao prijestolnica Kijevske Rusi, goleme srednjovjekovne istočnoslavenske države i središte svih Istočnih Slavena. U 11. stoljeću pod kijevskim knezom Jaroslavom Mudrim grad postaje jedan od najrazvijenijih kulturnih i trgovačkih središta Europe.
Za vrijeme najezde Mongola predvođenih Batu Kanom, grad je u potpunosti uništen (1240.), čime je u narednim stoljećima gotovo u cijelosti izgubio prethodni utjecaj i važnost, postavši provincijskim središtem srednjeg političkog i kulturnog značaja u sklopu velikih susjednih država, isprva Velike kneževine Litve, a potom Poljsko-litvanske unije. U 17. stoljeću nakon ustanka hetmana Bogdana Hmeljnickog, Kijev doživljava još jedan kulturni procvat tijekom formiranja ukrajinske Zaporoške Republike, kada je ujedno osnovano prestižno europsko sveučilište odnosno današnja Kijevsko-mogiljanska akademija. Nakon Velikog sjevernog rata i konačnog pada poljske dominacije 1792., na jedno duže vrijeme bit će pod snažnim političkim utjecajem Rusije. 
Grad se ponovno razvija tijekom ruske industrijske revolucije krajem 19. stoljeća. Nakon burnih vremena koja su uslijedila iza Februarske i Oktobarske revolucije 1917. (vidi Ruski građanski rat), 1921. godine Kijev postaje jedan od najvažnijih gradova tek formirane Sovjetske Ukrajine, a od 1934. preuzima od Harkiva status glavnog grada druge po veličini sovjetske republike. Grad je ponovno jako stradao tijekom Drugog svjetskog rata, gotovo u cijelosti, no obnova je uslijedila odmah nakon rata te Kijev brzo postaje trećim po važnosti središtem Sovjetskog Saveza, iza Moskve i Lenjingrada. U svibnju 1982. godine, Kijevljani su obilježili 1500. godina svoga grada. 
Kijev nakon raspada SSSR-a ostaje glavnim gradom neovisne Ukrajine i danas predstavlja vrlo važno povijesno i kulturno središte svih Istočnih Salvena. Poznata je uzrečica: «Kijev je majka svih staroruskih gradova».

## Gradske znamenitosti
Najpoznatije drvo u Kijevu je kesten. Kaže se kako ljeti možete šetati s jednog kraja grada na drugi, a da cijelo vrijeme šećete ispod krošanja kijevskih kestenova.
Kijev je poznat kao zeleni grad, u njemu se nalaze čak dva botanička vrta i bezbroj većih i manjih parkova i perivoja. Za ljubitelje vojne industrije i naoružanja, ovdje je golemi kompleks Muzeja Drugog svjetskog rata sa spomenikom Majci Domovini, koji ima i nutarnji i vanjski postav vojne povijesti i naoružanja. Atrakcija je i hidropark smješten na otočiću usred Dnjepra, u kojem se nalazi zabavni park, plaže za plivanje i sl. 
Znamenita zdanja koja bi se svakako trebala posjetiti u Kijevu su Palača Marijinsky (građena 1745. – 1752.) i zgrada Ministarstva vanjskih poslova, nekoliko pravoslavnih hramova, a posebno crkveni kompleks Kijevo-pečerska lavra (samostan u spiljama). 
Najpoznatiji kijevski spomenik je onaj posvećen Bogdanu Hmeljnickom (autor Mihajl Mikešin) i spomenik Volodimiru Velikom, koji je 988. godine primio kršćanstvo. Srce Kijeva je njegova najvažnija ulica Hreščatik, koja vodi prema Trgu neovisnosti, mjestu gdje Kijevljani, a često puta i ostali građani Ukrajine, dolaze slaviti neki veliki događaj ili protestirati u nadi za bolje sutra, kao što je bio slučaj za vrijeme Narančaste revolucije. 

### Popis znamenitosti
Godine 1990. Katedrala Sv. Sofije i Kijevo-pečerska lavra stavljene su na UNESCO-ov popis svjetske baštine:
- Katedrala Sv. Sofije (11. stoljeće)
- Zlatna vrata (11. stoljeće)
- Kijevo-pečerska lavra (11. stoljeće)
- Muzej minijatura
- Crkva sv. Trojstva
- Muzej i spomenik Velikog domovinskog rata (Drugog svjetskog rata)  (20. stoljeće)
- Katedrala sv. Mihovila
- Andrijevski uzviz (18. stoljeće)
- Rodna kuća i muzej Mihaila Bulgakova (19. stoljeće)
- Crkva sv. Andrije (18. stoljeće)
- Muzej jedne ulice
- Vladimirska katedrаla
- Socrealistična izgradnja Hreščatika
- Trg neovisnosti (Майдан Незалежності)
- Muzej rata u Afganistanu
- Muzej Čornobilja
- Spomenik prijateljstvu naroda
- Spomenik Majci Domovini
- Kuća s himerama
- Ukrajinska nacionalna opera
- Nacionalni muzej umjetnosti Ukrajine

## Šport
Od mnoštva športskih klubova u Kijevu, zacijelo je najpoznatiji nogometni klub Dinamo Kijev. Klub je osvajač dva Kupa pobjednika kupova te brojnih sovjetskih i ukrajinskih trofeja, a dao je i brojne poznate nogometaše, kao što su Oleg Blohin, Valerij Lobanovski (igrač i trener), Igor Belanov, Oleg Protasov i Andrij Ševčenko. Dinamo Kijev je jedan od simbola otpora u Drugom svjetskom ratu, zbog tadašnje momčadi koja je redom pobjeđivala najbolje njemačke ekipe i o kojoj je snimljen mađarski film Két félidő a pokolban (Dva poluvremena u paklu), a istom pričom su bili inspirirani i scenaristi filma Bijeg u pobjedu.
Osim Dinama, poznate su nogometne momčadi Arsenala i Obolona. Veliku popularnost uživaju i hokejaški klub Sokol Kijev te košarkaški klub BK Kiev.
Kijev je jedan od gradova u kojem se održalo Europsko prvenstvo u nogometu 2012.

## Galerija

### Trg nezavisnosti
- Trg nezavisnosti (Майдан Незалежності - Majdan nezaležnosti) po danu
- Trgovački centar ispod Trga nezavisnosti u Kijevu
- Zlatna vrata (Золоті ворота)

### Kijev
- Trg hetmana Bogdana Hmeljnickog
- Prizor s Trga nezavisnosti u središtu Kijeva
- Katedrala sv. Mihovila
- Spiljski samostan - Kijevo-pečerska lavra (Печерська лавра)
- Crkva sv. Andrije 
(Анрiївська церква)
- Samostan i katedrala sv. Mihovila (Михайлівський монастир)
- Samostan i katedrala sv. Mihovila 
(Михайлівський Золотоверхий собор)
- Obnovljena Uspenska katedrala 
(Успенський собор Києво-Печерської лаври)
- Katedrala sv. Sofije 
(Софійський собор)
- Kijevska ulica
- Palača Marijinsky 
(Маріїнський палац)
- Ministarstvo vanjskih poslova 
(Міністерство закордонних справ)
- Ukrajinska narodna banka 
(Національний банк України)
- Nacionalna opera Ukrajine
(Національна опера України)
- Nacionalno sveučilište Tarasa G. Ševčenka
(Київський національний університет імені Тараса Шевченка)
- Spomenik sv. Vladimiru nad Dnjeprom
- Pogled s botaničkog vrta
- Kijevski metro, stanica Poštanski trg (Київ, ст. м. Поштова площа)

## Napomene
1. ↑  Ukrajinski naziv grada glasi Ки́їв. Tradicionalno su vlastita i ostala imena iz ukrajinskog jezika u hrvatski ulazila prema ruskom izgovoru (Киев u Kijev). Institut za hrvatski jezik i jezikoslovlje u svojem pravopisu iz 2013. tvrdi da je obliku "Kijev" istovrijedan i oblik "Kijiv", koji nastaje transfonemizacijom s ukrajinske ćirilice,[7] a tijekom ruske invazije na Ukrajinu znanstvenici toga instituta preporučili su da se imena ukrajinskih gradova i naselja navode prema ukrajinskome jeziku iz geopolitičkih razloga.[8]

## Vanjske poveznice
- Službena stranica (ukr.)
- Kijevska enciklopedija  Arhivirana inačica izvorne stranice od 7. studenoga 2007. (Wayback Machine) (ukr.)
- Satelitska snimka Kijeva
- Interaktivni gradski vodič  Arhivirana inačica izvorne stranice od 23. travnja 2011. (Wayback Machine) (engl.)
- Kiev.info, kijevski gradski vodič (engl.)
- Kyiv In Your Pocket Gradski vodič (također i u PDF formatu  Arhivirana inačica izvorne stranice od 24. srpnja 2006. (Wayback Machine)) (engl.)
- Kyiv Post, kijevske novine na engleskom jeziku (engl.)